# Theristria attenuata
Theristria attenuata là một loài côn trùng trong họ Mantispidae thuộc bộ Neuroptera. Loài này được Lambkin miêu tả năm 1986.